# Lepidocolaptes fuscicapillus layardi
El trepatroncos de Layard (Lepidocolaptes fuscicapillus layardi), es una subespecie de ave paseriforme de la familia Furnariidae, subfamilia Dendrocolaptinae, perteneciente al numeroso género Lepidocolaptes. Es endémica de la cuenca amazónica oriental de Brasil.

## Distribución y hábitat
Se distribuye en las selvas húmedas, principalmente de terra firme del sureste de la Amazonia brasileña al sur del río Amazonas (desde el río Tapajós hacia el este hasta el noroeste de Maranhão y hacia el sur hasta el este de Mato Grosso y Tocantins).

## Sistemática

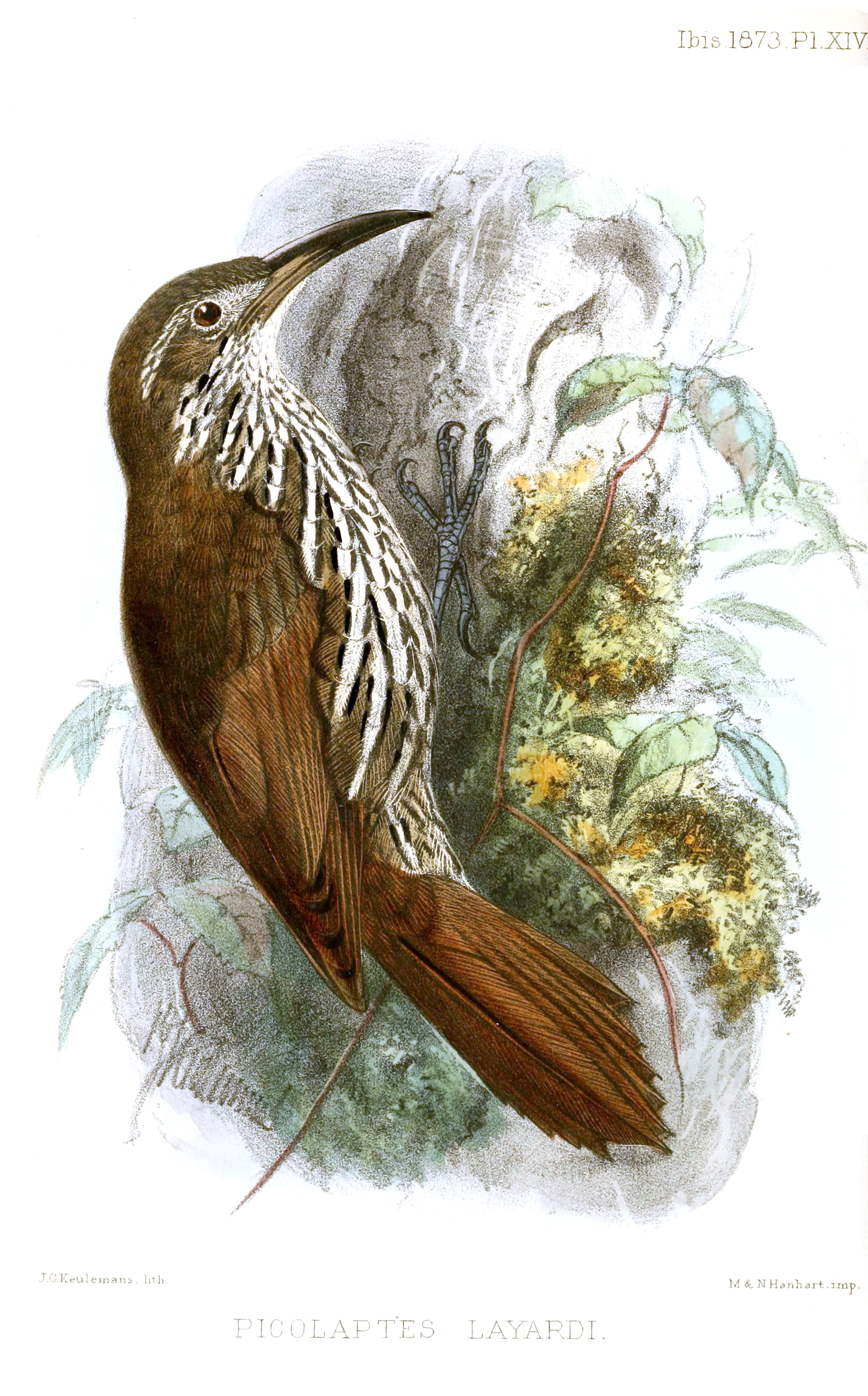
Picolaptes layardi = Lepidocolaptes layardi; ilustración de Keulemans para The Ibis, 1873.

### Descripción original
La subespecie L. fuscicapillus layardi fue descrita por primera vez por el zoólogo británico Philip Lutley Sclater en 1873, bajo el nombre científico «Picolaptes layardi», su localidad tipo es: «Pará, Brasil».

### Etimología
El nombre genérico masculino «Lepidocolaptes» se compone de las palabras del griego «λεπις lepis, λεπιδος lepidos»: escama, floco, y «κολαπτης kolaptēs»: picador; significando «picador con escamas»; y el nombre de la especie «layardi», conmemora al naturalista y explorador británico Edgar Leopold Layard (1824-1900).

### Taxonomía
De acuerdo a estudios de filogenia molecular con base en datos de ADN mitocondrial se demostró la existencia de cinco grupos recíprocamente monofiléticos en el complejo L. albolineatus, cada uno correspondiendo a taxones ya nombrados, excepto uno incluyendo aves al sur de los ríos Amazonas/Solimões y oeste del Madeira a quien se describió como la nueva especie Lepidocolaptes fatimalimae, Rodrigues et al. (2013). La distancia genética incorrecta, par a par, entre estos clados variaba desde 3.4% (entre L. duidae, fatimalimae, fuscicapillus, y layardi) a 5.8% (entre layardi y albolineatus). Vocalmente, estos cinco clados/taxones moleculares también probaron ser muy distintos, reforzando el argumento a su tratamiento como especies independientes. La Propuesta N° 620 al Comité de Clasificación de Sudamérica (SACC) aprobada en diciembre de 2013, reconoció la nueva especie L. fatimalimae y elevó al rango de especies plenas a las anteriormente subespecies de albolineatus Lepidocolaptes layardi, L. duidae y L. fuscicapillus. 
Un amplio análisis posterior de las vocalizaciones del complejo L. albolineatus, concluyó que los estudios de Rodrigues et al. (2013) confundieran al tratar las vocalizaciones de L. layardi que en realidad serían las de la nueva especie L. fatimalimae, y comprobó que las vocalizaciones de L. fuscicapillus y L. layardi son prácticamente iguales. En la Propuesta N° 868 al SACC en julio de 2020, se aprobó el tratamiento de L. layardi como una subespecie de L. fuscicapillus, con las justificativas de vocalización comentadas y dada la ya pequeña distancia genética entre los dos taxones.